# Березняки (Новгородская область)
Березняки — деревня в Боровичском муниципальном районе Новгородской области, входит в Кончанско-Суворовское сельское поселение.

## История
В 1964 году Указом Президиума ВС РСФСР деревня Колупалово переименована в Березняки.
До 12 апреля 2010 года Березняки входили в ныне упразднённое Удинское сельское поселение.

## Население
| 2010 |
| ---- |
| 6    |